# Добо
Помилка Lua у Модуль:Navbar у рядку 61: Неприпустима назва {{subst:PAGENAME}}.
Рід Добо, з Рушок (угор: ruszkai nemes és báró Dobó) — давній угорський дворянський рід відомий з XIII століття по XVII століття.

## Історія роду
Добо має спільне походження з родами Палочі (Палоці) та Баторі. Їхнім першим відомим предком був Якаб Паньокі, син якого, Гергей, вже називав себе Паньокі. Цей Гергей героїчно захищав замок Видин від турків і отримав від Стефана V в дар кілька сільських маєтків. Син Гергелі, Якаб, вже був відомий як Рушкаї, а від двох його синів походять родини Добо та Батора. Добо Рушкаї, старший син, згодом став родоначальником роду Добо, а його молодший брат Янош заснував рід Баторі. Рід Баторі, найімовірніше, вимер у 15 столітті. Серед Добоїв виділяється Іштван Добо як один з шести дітей, народжених у шлюбі Домонкоша Добо та Жофії Чекей. Іштван був відомим захисником Егерського замку. З його братів Ференц був головним судовим приставом Барського округу, а Домонкош — дворецьким при королі Максиміліані II. Вищезгаданий архієпископ Франц був ув'язнений Фердинандом I у 1542 році за свою неодноразову невірність. Іншими відомими членами родини є двоє дітей захисника Егерського замку Ференца, який також був головним судовим виконавцем у Барсі і побудував могилу свого батька, та Крістіна, яка була дружиною поета Балінта Балашші. Сім'я, найімовірніше, вимерла разом із сином Ференца Добо Яношем у 17 столітті.

## Відомі члени сім'ї
- Ласло (пов. 1400), староста Туроцького повіту.
- Іштван Добо (1520—1572), капітан Егерського замку, був воєводою Трансільванії.
- Ференц Добо, ішпан з Барсу.
- Крістіна Добо, дружина Балінта Балашші.